# Медресе Пушаймон
Медресе Пушаймон (узб. Pushaymon madrasasi) — практически утраченное здание медресе в историческом центре Бухары (Узбекистан), воздвигнутое при узбекском правителе Музаффаре (1860—1884). Медресе было расположено в центральной части столичного города. Состояло из 15 худжр и имело годовой вакуфный доход 22 тысяч тянга. От медресе сохранился лишь его фрагмент, расположенный на улице им. Бахауддина Накшбанда.